# Haus Neuerburg (Unternehmen)

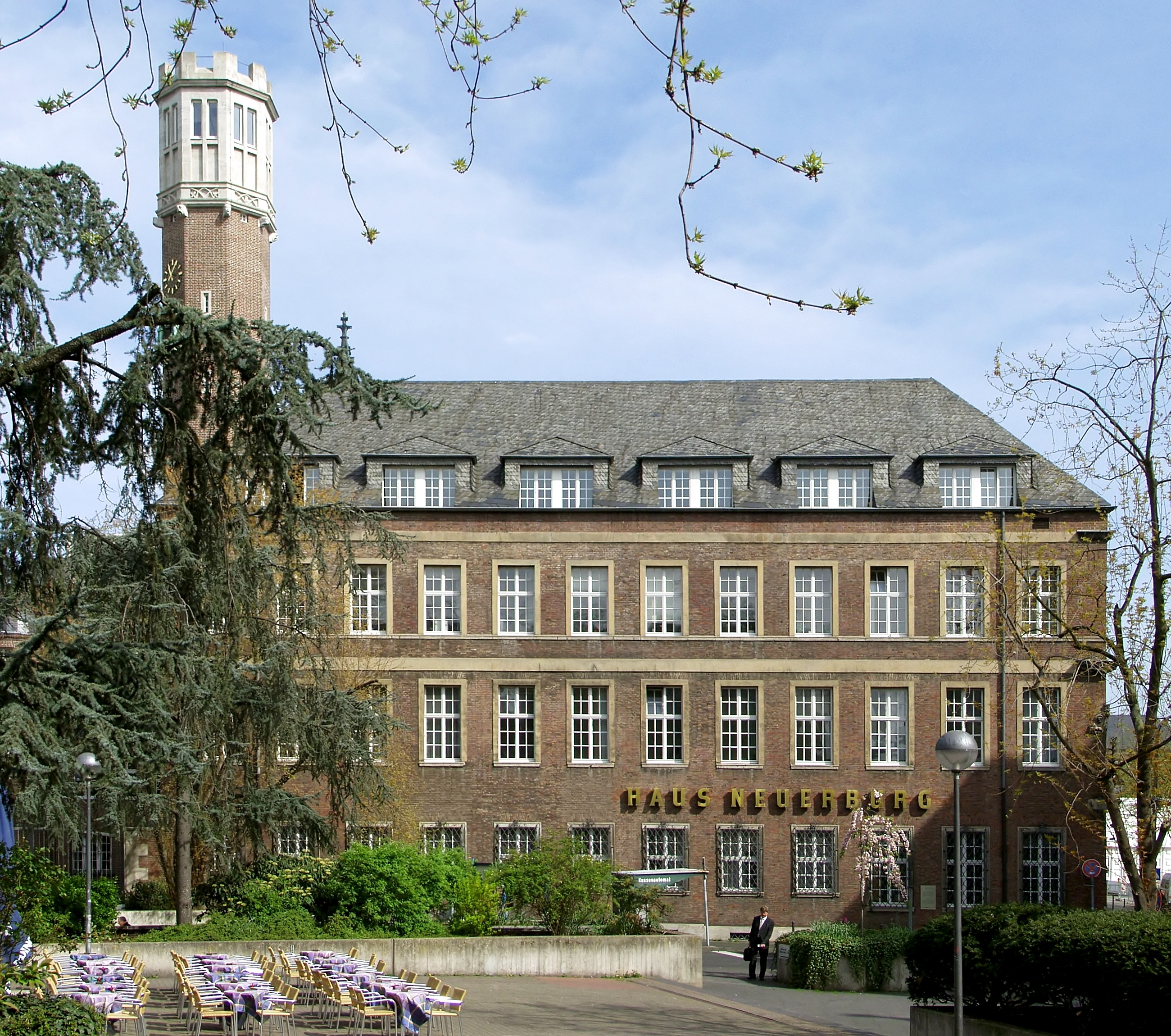
Verwaltungsgebäude der Zigarettenfabrik „Haus Neuerburg“ in Köln

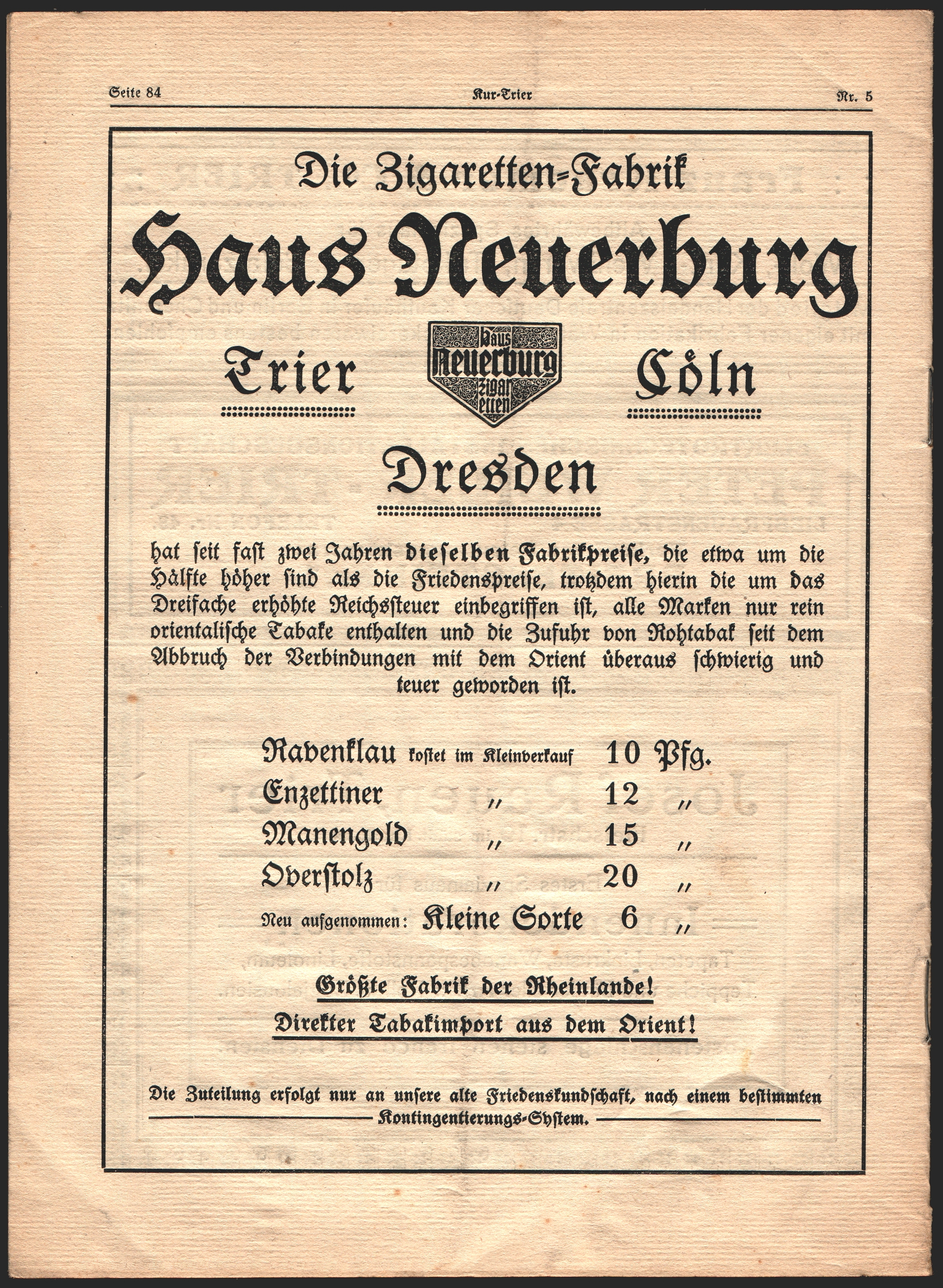
Anzeige im September 1919

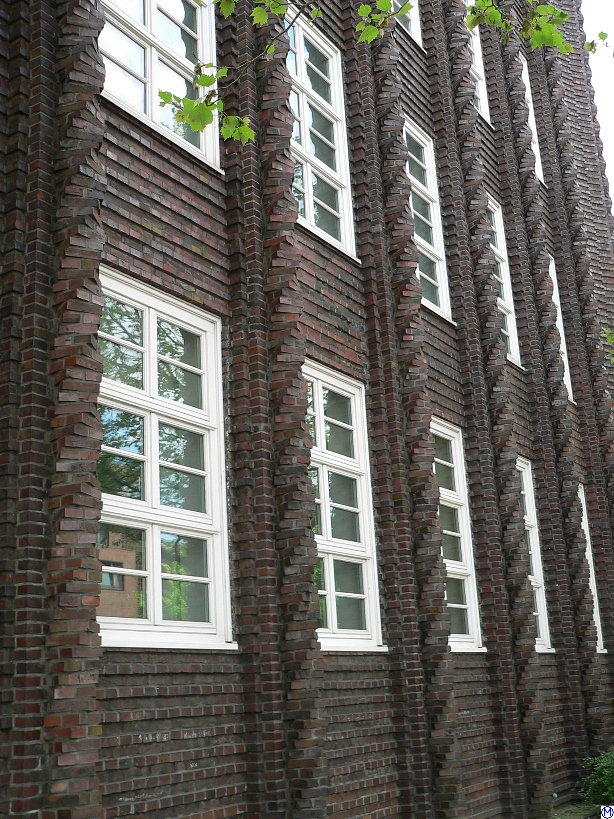
Zigarettenfabrik „Haus Neuerburg“ in Hamburg-Wandsbek, Bauteil 1926–1928, Fassadendetail, Architekt Fritz Höger

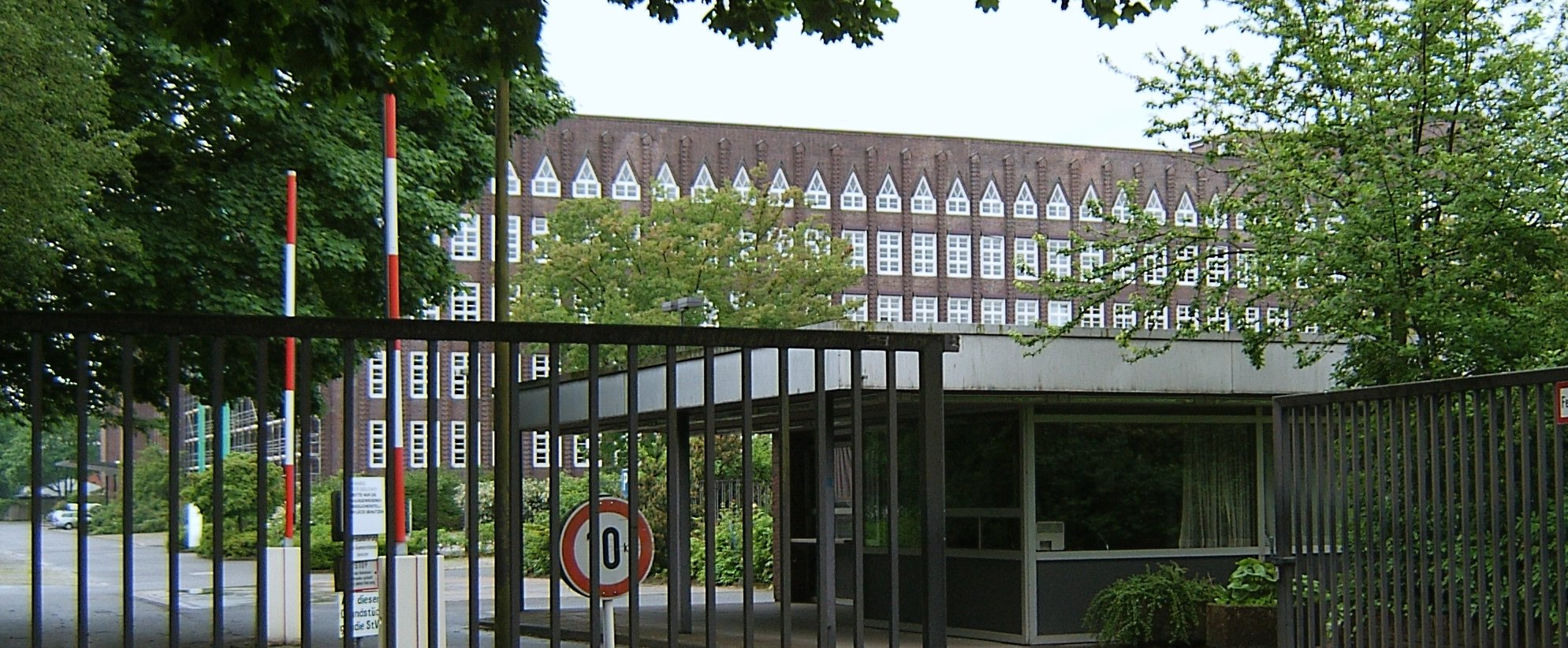
Zigarettenfabrik „Haus Neuerburg“ in Hamburg-Wandsbek, Ostflügel 1924

Haus Neuerburg war ein führendes Unternehmen der Zigarettenindustrie mit Sitz in Köln.

## Geschichte
Haus Neuerburg ging hervor aus den tabakverarbeitenden Unternehmen von Johann Neuerburg (1805–1890). Der Sohn eines tabakanbauenden Gutsbesitzers aus Wittlich erlernte zunächst das Rotgerberhandwerk, bevor er 1853 ein Haus an der Wittlicher Burgstraße kaufte und sich dort niederließ. Gemeinsam mit seinen Söhnen gründete er eine Tabakfabrik zur Herstellung von Pfeifen- und Strangtabaken, die 1866 ins Handelsregister eingetragen wurde und nach einem Umzug im Jahr 1920 in die Friedensstraße bis 1957 bestand.

### Anfänge in der Zigarrenfabrikation
Johann Neuerburgs Sohn Heinrich I (1839–1901) übersiedelte 1865 nach Trier, wo er 1873 mit einem Kompagnon die Zigarrenfabrik Vogel & Neuerburg gründete (Walramsneustraße 8). Das Geschäft entwickelte sich sehr gut, sodass in schneller Folge Zweigwerke in Zell (Mosel) (1879) und Trier-Pfalzel errichtet wurden. Im Jahr 1900 beschäftigte das Unternehmen bereits ca. 600 Mitarbeiter. Ab diesem Jahr führte Heinrich Neuerburg das Unternehmen alleine weiter. Er verstarb allerdings 1901, woraufhin seine Söhne Heinrich jun. und Hubert übernahmen. 1903/04 entstand im Trierer Stadtteil Löwenbrücken (heute Trier-Süd, Saarstraße 114–116) eine neue Hauptproduktionsstätte mit Fabrikantenvilla, die während des Ersten Weltkrieges erweitert wurde. Im Zuge der wachsenden Nachfrage nach Zigaretten gründeten Heinrich Neuerburg jun. und dessen Bruder August im Jahre 1908 die Zigarettenfabrik Haus Neuerburg, für die sie am 6. Juli 1908 eine Wortmarke beim Deutschen Patent- und Markenamt (DPMA) anmeldeten. Wichtigste Handelsmarke des Unternehmens war die nach dem Kölner Patriziergeschlecht der Overstolzen benannte und 1917 patentierte Marke Overstolz. Mit der 1918 erfolgten Verlagerung von Haus Neuerburg nach Köln entstand hier neben Dresden und Berlin ein drittes Zentrum der deutschen Zigarettenindustrie.

### Marktführer in der Zigarettenproduktion
Aufgrund des massiv gestiegenen Zigarettenkonsums wuchs auch das neue Neuerburg'sche Unternehmen rasant. 1917 gaben die Brüder die Zigarrenfabrikation völlig auf, 1919 begannen sie, auch das elterliche Stammhaus in Trier auf Zigaretten umzurüsten und nahmen den Bruder Hubert († 1922 bei einem Autounfall) als gleichberechtigten Teilhaber auf. Es folgten neue Zweigwerke in Dresden (1919), Merzig (1922) und Wandsbek (1924), das Geschäftshaus am Kölner Gülichplatz (in zwei Bauabschnitten zwischen 1921 und 1929) sowie der Merkur-Speicher (Rohtabakzentrale) und eine Tabakfaktorei in Hamburg. Ab 1927 übernahm Haus Neuerburg mit Waldorf-Astoria in Stuttgart, Zuban in München und Halpaus in Dresden einige seiner wichtigsten Mitbewerber. Ferner beteiligte sich das Unternehmen an den erfolgreichen Dresdener Eckstein-Werken. Mit monatlich 15 bis 20 Mio. RM Umsatz bei über 500 Mio. verkauften Zigaretten belegte es nun einen zweiten Platz unter den deutschen Industrieunternehmen, knapp hinter dem Marktführer Reemtsma Cigarettenfabriken, deren Besitzer Philipp Reemtsma sich ebenso intensiv wie erfolgreich um gute Beziehungen zu den Nationalsozialisten bemühte. Schon 1932 hatte Reemtsma mit Adolf Hitler die Schaltung von Anzeigenwerbung in NS-Organen vereinbart.
Philipp Reemtsma spendete von Januar 1934 bis 1944 insgesamt 12,4 Millionen RM an verschiedene NS-Organisationen und an den preußischen Ministerpräsidenten Hermann Göring, seinem ehemaligen Fliegerkameraden; Reemtsma wurde 1939 Wehrwirtschaftsführer. Reemtsma und Neuerburg pflegten eine friedliche Koexistenz mit klar abgegrenzten Marktsegmenten. Noch 1934 ließ Hermann Göring auf Ersuchen Philipp Reemtsmas Ermittlungen wegen Bestechung und Steuerhinterziehung gegen Reemtsma niederschlagen. Aufgrund einer Änderung des Tabaksteuergesetzes erhielt Reemtsma darüber hinaus 22 Mio. RM. Göring ließ sich mit 3 Mio. RM. bestechen, protegierte Reemtsma auch in der Folgezeit und ließ sich mit Gegenleistungen im Wert von insgesamt über 12 Mio. RM für seine Gefälligkeiten entschädigen.

### Übernahme durch Reemtsma
Reemtsma und Neuerburg besaßen 1928 etwa 85 % Marktanteil auf dem deutschen Zigarettenmarkt. Seit September 1928 gab es zwischen Reemtsma und Neuerburg einen Poolvertrag, der Preisabsprachen vorsah. Die erfolgreiche Marketing- und Lobbyarbeit brachte Reemtsma in eine deutlich bessere Position.
Reemtsma überwies bis April 1934 sukzessive 20 Millionen RM und nochmals 5 Millionen RM an Neuerburg, um eine Fusion vorzubereiten. Am 1. Januar 1935 wurde die „H.F. & Ph.F. Reemtsma KG“ gegründet, an der die Brüder Reemtsma (Hermann und Philipp Fürchtegott) mit 69 %, Hermann und August Neuerburg mit 21 % und Ernst Friedrich Gütschow (Generaldirektor des Jasmatzi-Konzerns) mit 10 % als Kommanditisten beteiligt waren. In dieser KG gingen die „Reemtsma Cigarettenfabriken GmbH“ auf, mit der Umwandlung wurde zugleich der zweitgrößte deutsche Tabakwarenhersteller Neuerburg in den Reemtsma-Konzern eingegliedert. Die Übernahme kostete Reemtsma 51 Mio. RM, zahlbar aus den Gewinnen. Die Marktanteile Reemtsma-Neuerburg beliefen sich 1930 auf insgesamt 82,4 %. Diese Fusion hielt bis zur Blockade durch die Alliierten und der anschließenden Entflechtung im Jahr 1948.

### Neubeginn und Übernahme durch Reynolds
Nach Kriegszerstörungen und Entflechtung der industriellen Monopol-Strukturen, die dem Haus Neuerburg nur das Geschäftshaus in Köln und das neuerworbene Zweigwerk Baden-Baden („Batschari-Fabrik“) beließen, brachte die Kölner Neugründung im März 1950 rasche Erfolge. Heinrich II Neuerburgs Söhne Walter (1912–1986), Paul (1916–1960) und Hermann (1917–1957) führten das Unternehmen weiter. Reemtsma übernahm im September 1958 „Roth-Händle“ (mit einer Minderheitsbeteiligung von Haus Neuerburg).
Im März 1960 erwarb nach dem Tod von Paul Neuerburg die R. J. Reynolds Tobacco Company 51 % der Anteile am Haus Neuerburg für 10,2 Millionen US$ unter der Firma „Reynolds-Neuerburg GmbH“, 1963 folgten die restlichen 49 %. Unter dem Dach des amerikanischen Konzerns wurde der Name Haus Neuerburg zunächst beibehalten. Im Jahre 1968 bot die Kölner Zigarettenfabrik Haus Neuerburg KG erstmals die Reynolds-Marke Camel auf dem deutschen Markt und dann europaweit an, wodurch Haus Neuerburg seinen Marktanteil im Jahre 1969 auf 4 % festigen konnte. Seit 1977 wurde das Unternehmen als Reynolds Tobacco Köln, Trier, Berlin weitergeführt und 1999 zusammen mit der amerikanischen Muttergesellschaft von der Japan Tobacco International (JTI) übernommen.

## Marken
- Overstolz
- Güldenring
- Löwenbrück
- Ravenklau
- Haus Neuerburg
- Waldorf-Astoria
- Astor
- Eckstein
- Derby
- Gelten

## Heutige Gebäudenutzung
Die Fabrik in Wandsbek wurde in drei Bauabschnitten errichtet. Der 1926–1928 von Fritz Höger errichtete Teil steht unter Denkmalschutz. Die Fabrik produzierte bis 1988. Seitdem wird das Gelände von der Deutschen Telekom als Verwaltungsgebäude genutzt.
Das Kölner Gebäude des ehemaligen Firmensitzes wird heute hauptsächlich von städtischen Dienststellen genutzt.